# Versoix
Versoix je město na jihozápadě Švýcarska, v kantonu Ženeva. Žije zde přibližně 13 tisíc obyvatel.

## Geografie
Versoix se nachází na severním břehu Ženevského jezera, asi 9 kilometrů severně od Ženevy. Na východě je obec ohraničena Ženevským jezerem, na severu hraničí s kantonem Vaud a na severozápadě s Francií. Sousedními obcemi jsou Mies a Chavannes-des-Bois v kantonu Vaud a Collex-Bossy a Genthod v kantonu Ženeva.
Řeka Versoix, která pramení na francouzském území, se u Versoix vlévá do Ženevského jezera.

## Historie

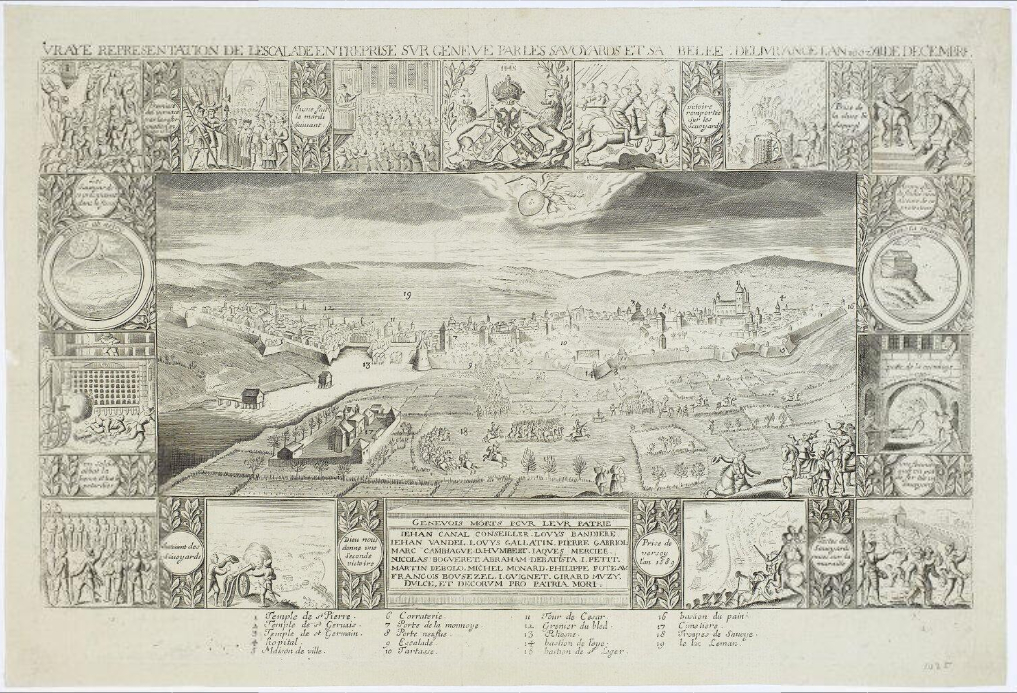
Vyobrazení Ženevy a Versoix z roku 1667

V Ženevském jezeře u Versoix bylo objeveno kůlové sídliště z doby asi 1500 až 500 let př. n. l.. Nyní je součástí nadnárodní památky světového dědictví UNESCO Prehistorická kůlová obydlí v Alpách. O raném osídlení svědčí tumulus a klenutý příkop opevnění (vallum) z rané doby železné (800480 př. n. l.). Oblast Versoix byla využívána také v římské době, což dokládá římská vila a dva vodovody. Nacházela se na cestě ze Ženevy do Aventicum a patřila ke kolonii Colonia Iulia Equestris.
V roce 1022 je zmiňován hrad na svazích Saint-Loup a panství Ecogia (Adesgogia). V roce 1177 potvrdil papež Alexandr III. vlastnictví farního kostela v Saint-Loup hospicu Grand St. Bernard. V roce 1257 postoupilo opatství Saint-Maurice své zboží v Commugny s přidruženými statky v Saint-Loup a Versoix Petru II. Savojskému, který kolem něj nechal v letech 1258–1268 postavit nový hrad s městečkem. V roce 1265 získal Petr Savojský také patronátní právo nad kostelem. Versoix, které v roce 1268 zdědila jeho vdova Agnès de Faucigny po pánu z Gex Simonu de Joinville, se stalo opět savojským až poté, co hrabě Amadeus VI. Savojský v roce 1353 oblast Pays de Gex dobyl. V roce 1536 obsadil Pays de Gex Bern, ale v roce 1567 jej musel podle Lausannské smlouvy z roku 1564 vrátit. Během války mezi Ženevou a Savojskem nechal vévoda Karel Emanuel Versoix opevnit, aby přerušil spojení mezi spojenci Ženevou a Bernem. V listopadu 1589 byly hrad a tržní město zpustošeny ženevskými vojsky. Když Lyonská smlouva z roku 1601 přidělila Pays de Gex francouzskému králi, mělo Versoix sotva 100 obyvatel.
Kaple Saint-Théodule ve Versoix (z roku 1268, zcela zbořena v roce 1948) patřila ke kostelu Saint-Loup. Po zavedení reformace v Bernu v roce 1536 se stala farním kostelem. Katolictví bylo znovu zavedeno po roce 1601 a kostel byl zničen v roce 1662. Druhý kostel v Saint-Loup, postavený v roce 1839, sloužil křesťanským katolíkům v letech 1876–1908. V roce 1908 byl vrácen katolické farnosti, která již v roce 1879 postavila kostel Chapelle de la Persécution. Nový reformovaný kostel byl postaven v roce 1858.

Letecký pohled (1925)

Vzhledem k jeho strategicky významné poloze se opakovaně uvažovalo o výstavbě přístavu nebo pevnosti ve Versoix. Nejzávažnější projekt, jehož stopy jsou patrné dosud, započal embargem z roku 1766, které Francie uvalila na Ženevu poté, co město otřesené politickými nepokoji odmítlo francouzskou nabídku na zprostředkování. Protože (jak se brzy ukázalo) Pays de Gex trpěla těmito opatřeními více než Ženeva, přišla vojenská družina státního tajemníka Etienna Françoise de Choiseul s nápadem vybudovat ve Versoix opevněné obchodní město s přístavem, které by kontrolovalo pozemní a námořní cesty mezi Bernem a Ženevou. Kromě Choiseula se pro tento projekt nechal přesvědčit zejména Voltaire, neboť se zdálo, že jeho realizace slibuje lepší odbytové možnosti pro výrobce hodinek z Ferney. Navzdory pokusům Ženevy, Bernu a Turína stavbě bránit byla nová silnice z Versoix do Lyonu v létě roku 1768 postavena. Dopisní pošta a sklad soli ze Ženevy byly přesunuty do Versoix. Choiseul doufal v příliv obyvatel ze Ženevy, kteří by město, jež bylo projektováno pro 30 000 obyvatel, zalidnili. Aby získal obyvatele pro Versoix-la-Ville, slíbil dokonce tolerovat jejich reformované vyznání, které bylo ve Francii zakázáno. V únoru 1770, po obnovení politických nepokojů v Ženevě, se v oblasti velkého přístavu (budoucího Port-Choiseul) a staveniště kanálu usadilo přes 1200 lidí. Projekt, který měl spojit Rhônu s Rýnem, však zůstal nedokončen; již v prosinci 1770 ztratilo vznikající město v důsledku pádu Choiseula svého největšího mecenáše a slibovaná náboženská tolerance od té doby odpadla. Různé pokusy o oživení projektu selhaly až do roku 1777. Versoix-la-Ville a jeho přístav přežily jen díky několika soukromým investorům; například Ami Argan založil v roce 1787 královskou manufakturu na lampy, které vynalezl, v roce 1793 továrnu na výrobu solného prachu, která fungovala až do roku 1795, a v roce 1799 lihovar. Během Francouzské revoluce bylo Versoix v roce 1790 začleněno do departementu Ain; Bourg, který byl po roce 1589 obnoven, a Ville se v roce 1794 spojily v obec Versoix-la-Raison. Po připojení Ženevy k Francii v roce 1798 bylo Versoix začleněno do departementu Léman. Podle pařížské smlouvy z 20. listopadu 1815 se obec stala součástí Ženevy a v roce 1816 jednou z tzv. Communes réunies („sdružených obcí“). Obec byla v té době vyčerpána a její hospodářská obnova trvala několik desetiletí.

## Obyvatelstvo
| Vývoj počtu obyvatel | Vývoj počtu obyvatel | Vývoj počtu obyvatel | Vývoj počtu obyvatel | Vývoj počtu obyvatel | Vývoj počtu obyvatel | Vývoj počtu obyvatel | Vývoj počtu obyvatel | Vývoj počtu obyvatel | Vývoj počtu obyvatel | Vývoj počtu obyvatel | Vývoj počtu obyvatel | Vývoj počtu obyvatel | Vývoj počtu obyvatel | Vývoj počtu obyvatel |
| -------------------- | -------------------- | -------------------- | -------------------- | -------------------- | -------------------- | -------------------- | -------------------- | -------------------- | -------------------- | -------------------- | -------------------- | -------------------- | -------------------- | -------------------- |
| Rok                  | 1481                 | 1601                 | 1791                 | 1800                 | 1850                 | 1900                 | 1950                 | 1960                 | 1970                 | 1980                 | 1990                 | 2000                 | 2010                 | 2017                 |
| Počet obyvatel       | 250                  | 100                  | 1165                 | 750                  | 937                  | 1531                 | 2471                 | 3426                 | 5627                 | 7483                 | 8604                 | 10 309               | 12 947               | 13 384               |

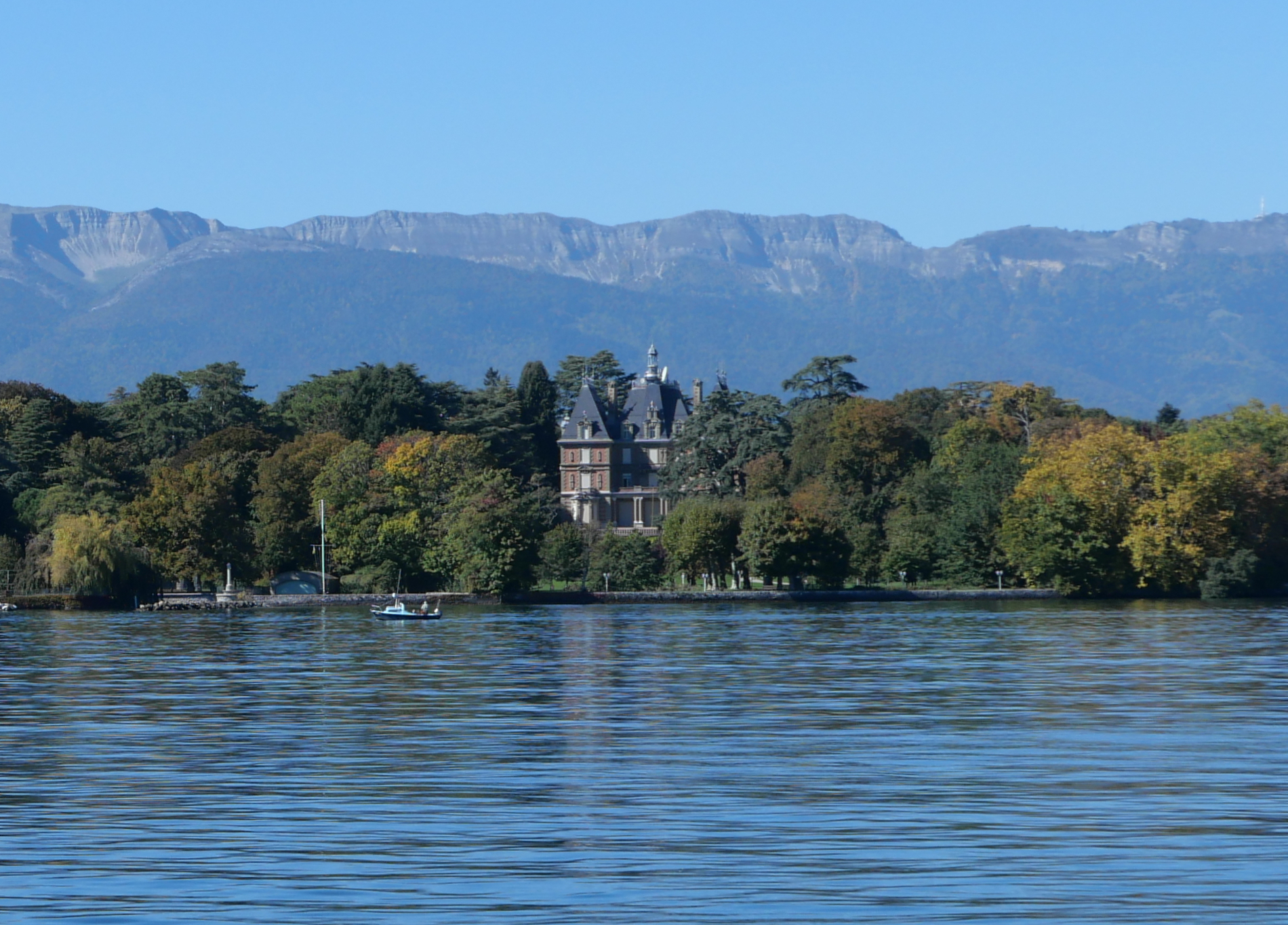
Vila Bartholony

Většina obyvatel (k roku 2000) hovoří francouzsky (7611, tj. 73,8 %), druhým nejčastějším jazykem je angličtina (738, tj. 7,2 %) a třetím němčina (415, tj. 4,0 %).

## Hospodářství
Dlouhou dobu se hospodářství soustředilo na příležitosti, které nabízela řeka a Ženevské jezero. Od 14. století se podél Versoix rozvíjely mlýny, koželužny, tkalcovny a pily. V roce 1892 nahradila mlýn Richelien vodní elektrárna. Výroba papíru, která začala v roce 1457, byla po staletí nejdůležitějším průmyslovým odvětvím Versoix; poslední papírna byla uzavřena teprve v roce 2000. V roce 1875 se na řece usídlila také čokoládovna Favarger, založená v Ženevě v roce 1826, která fungovala ještě na počátku 21. století. Štěrkovny, těžba rašeliny a cihelny využívaly přírodní ložiska na břehu jezera. Kameny z Port-Choiseul byly znovu použity při stavbě přístavišť ve Versoix (1886–1888) a Cologny. Nový přístav vybudovaný v letech 1962–1963 slouží k rekreační a sportovní plavbě. Ve Versoix sídlí od roku 1980 Univerzitní institut limnologie a environmentálních věd François-Alphonse Forel a od roku 2001 je Ecogia sídlem školicího střediska Mezinárodního červeného kříže.

## Doprava

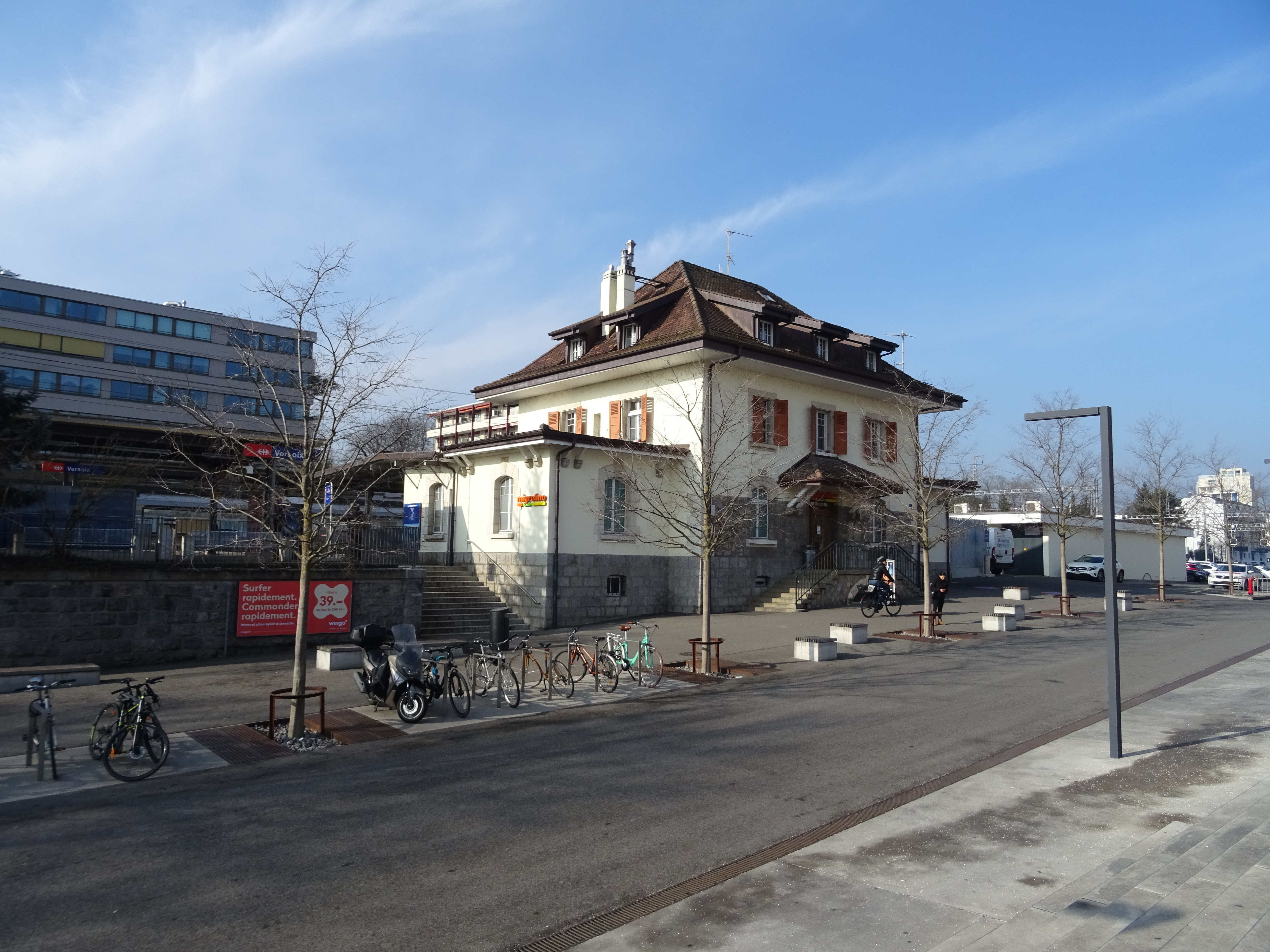
Železniční stanice

Obcí prochází hlavní silnice č. 1, západně od ní vede dálnice A1 s sjezdem č. 8 - Versoix.
Železniční stanice Versoix a zastávka Pont-Céard se nachází na trati Lausanne–Ženeva, která je v provozu od roku 1858. Jsou obsluhovány v pravidelném intervalu regionálními vlaky. Doplňkové spojení s okolními obcemi zajišťují autobusy.